# Sergio Rochet
Sergio Ramón Rochet Álvarez (Nueva Palmira, 1993. március 23. –) uruguayi válogatott labdarúgó, a Nacional játékosa. 

## Pályafutása

### Klubcsapatokban
A Danubio csapatánál csak a kispadon kapott lehetőséget, ezért 2014 májusában a holland AZ Alkmaar együtteséhez igazolt. Augusztus 30-án a Dordrecht elleni bajnoki mérkőzésen debütált. 2017 nyarán a török Sivassporhoz igazolt. 2019. július 1-jén a Nacional szerződtette.

### A válogatottban
2021. március 5-én bekerült Argentína és Bolívia elleni 2022-es labdarúgó-világbajnokság-selejtező mérkőzés keretébe, de a Covid19-pandémia miatt törölték a mérkőzéseket.
2022. január 28-án mutatkozott be a felnőtt válogatottban Paraguay elleni 2022-es labdarúgó-világbajnokság-selejtező találkozón. Részt vett a 2021-es Copa Américán és a 2022-es labdarúgó-világbajnokságon.

## Sikerei, díjai
- Nacional
  - Uruguayi Primera División: 2019, 2020, 2022
  - Supercopa Uruguaya: 2021